# Ligne de Fertőszentmiklós à Pamhagen
La Ligne de Fertőszentmiklós à Pamhagen ou ligne 9 est une ligne de chemin de fer d'Autriche et de Hongrie. Elle relie Pamhagen à Fertőszentmiklós. Elle est notamment empruntée par le train suburbain de Fertővidék/Neusiedler Seebahn géré par une filiale de la GySEV.